# IC 1508
IC 1508 ist eine Spiralgalaxie vom Hubble-Typ Sd im Sternbild Pegasus am Nordsternhimmel. Sie ist schätzungsweise 197 Millionen Lichtjahre von der Milchstraße entfernt und hat einen Durchmesser von etwa 90.000 Lichtjahren.
Die Typ-Ic-Supernova SN 2006dg wurde hier beobachtet.
Das Objekt wurde am 6. Dezember 1893 von Stéphane Javelle entdeckt.